# Arthur Mourgue

a Compétitions nationales et continentales officielles uniquement.

b Matchs officiels uniquement.
Arthur Mourgue, né le 2 mai 1999 à Saint-Étienne, est un joueur international français de rugby à XIII, évoluant au poste de demi de mêlée, de demi d'ouverture ou d'arrière.
Enfance dans le sud de la France, il pratique le rugby à XIII dès sa plus jeune enfance au sein du club de Barbentane puis du S.O. Avignon. Repéré à seize ans par les Dragons Catalans, il rejoint le club basé à Perpignan et devient grâce à sa polyvalence l'un des joueurs les plus utilisés dans les années 2020. Il prend notamment part à deux finales de Super League en 2021 et 2023, toutes deux perdues. En 2025, après avoir pris part au début de saison avec les Dragons Catalans, il rejoint le club anglais d'Hull KR.
Ayant un profil rare à ce niveau en France, il compte 5 sélections avec l'équipe de France prenant part à la Coupe du monde en 2022.

## Biographie

### Enfance, jeunesse et débuts en rugby à XIII
Composition des Dragons Catalans :
Arthur Mourgue naît le 2 mai 1999 à Saint-Étienne (Haute-Loire). Présent dans cette dernière en raison de l'activité professionnelle de ses parents, Arthur Mourgue grandit à partir de l'âge de quatre ans plutôt dans le Gard et les Bouches-du-Rhône entre Barbentane et Aramon. Il pratique dès son plus jeune âge le rugby à XIII en raison de l'environnement familiale baigné dans ce code de rugby. Il intègre ainsi l'école de rugby à XIII de Barbentane, puis le S.O. Avignon et enfin le pôle espoirs de Salon-de-Provence. Ses prédispositions attirent l’œil des Dragons Catalans de Perpignan que Mourgue rejoint en 2016 dans les équipes juniors avec l'ambition de jouer en Super League.
Deux ans plus tard, il dispute, après quelques rencontres en Championnat de France avec l'équipe réserve de St Estève XIII Catalan, ses deux premières rencontres en Super League avec les Dragons Catalans lors des saisons 2018 et 2019. Sa première rencontre de Super League se déroule le 10 août 2018 face à Warrington à ses 19 ans.

### 2020: Éclosion aux Dragons Catalans

#### 2020-2021: En route pour sa première finale de Super League
Composition des Dragons Catalans :
Il est ensuite à part entière intégré dans l'équipe des Dragons Catalans à compter de la saison 2020 qui bien qu'amputée de nombreux matchs en raison de la pandémie du Covid-19 fut l'occasion pour Mourgue de disputer cinq rencontres et de s'y révéler. Sa polyvalence séduit l'entraîneur Steve McNamara qui lui offre de nombreux temps de jeu et l'utilise à divers postes - arrière, demi de mêlée ou demi d'ouverture.

#### 2022-2023: En route pour sa seconde finale de Super League
Composition des Dragons Catalans :

### 2025: départ surprise en cours de saison pour Hull KR - leader de Super League
En fin de contrat à la fin de la saison 2025, Arthur Mourgue s'accorde avec le club anglais d'Hull KR pour le rejoindre une fois la saison de Super League terminée. Il dispute ainsi sa dernière année aux Dragons Catalans. Après quelques rencontres disputées avec le club catalan, les deux clubs annoncent finalement début mars 2025 qu'Arthur Mourgue rejoint avec effet immédiat le club anglais alors leader de la Super League. Cela est expliqué d'une part par le départ de l'arrière titulaire d'Hull KR Niall Evalds pour Huddersfield Giants dont il est originaire et d'autre part permet au club catalan de toucher une indemnité de transfert alors qu'un départ en fin de saison n'aurait amené aucune indemnité.

## Palmarès
- Collectif :
  - Vainqueur du Championnat de France : 2019 (Saint-Estève XIII Catalan).
  - Vainqueur du Championnat d'Europe des moins de dix-neuf ans : 2018 (France).
  - Finaliste de la Super League : 2021 et 2023 (Dragons Catalans).
  - Finaliste de la Coupe de France : 2019 (Saint-Estève XIII Catalan).
- Individuel :
  - XIII d'or 2018 (Catégorie Joueur U19 de l'année)[4].

### Détails en sélection
| Matchs internationaux d'Arthur Mourgue                                 | Matchs internationaux d'Arthur Mourgue | Matchs internationaux d'Arthur Mourgue | Matchs internationaux d'Arthur Mourgue | Matchs internationaux d'Arthur Mourgue | Matchs internationaux d'Arthur Mourgue | Matchs internationaux d'Arthur Mourgue | Matchs internationaux d'Arthur Mourgue | Matchs internationaux d'Arthur Mourgue | Matchs internationaux d'Arthur Mourgue | Matchs internationaux d'Arthur Mourgue | Matchs internationaux d'Arthur Mourgue |
|                                                                        | Date                                   | Adversaire                             | Résultat                               | Compétition                            | Poste                                  | Points                                 | Essais                                 | Pen.                                   | Drops                                  |                                        |                                        |
| ---------------------------------------------------------------------- | -------------------------------------- | -------------------------------------- | -------------------------------------- | -------------------------------------- | -------------------------------------- | -------------------------------------- | -------------------------------------- | -------------------------------------- | -------------------------------------- | -------------------------------------- | -------------------------------------- |
| -                                                                      | 7 octobre 2018                         | Serbie                                 | 54-2                                   | Amical                                 | Remplaçant                             | 4                                      | 1                                      | 0                                      | 0                                      |                                        |                                        |
| 1.                                                                     | 24 octobre 2021                        | Angleterre                             | 10-30                                  | Test-match                             | Demi de mêlée                          | -                                      | -                                      | -                                      | -                                      |                                        |                                        |
| 2.                                                                     | 19 juin 2022                           | Pays de Galles                         | 34-10                                  | Test-match                             | Demi d'ouverture                       | 4                                      | -                                      | 2                                      | -                                      |                                        |                                        |
| 3.                                                                     | 17 octobre 2022                        | Grèce                                  | 34-12                                  | Coupe du monde                         | Demi d'ouverture                       | 18                                     | 1                                      | 7                                      | -                                      |                                        |                                        |
| 4.                                                                     | 22 octobre 2022                        | Angleterre                             | 18-42                                  | Coupe du monde                         | Demi d'ouverture                       | 10                                     | 1                                      | 3                                      | -                                      |                                        |                                        |
| 5.                                                                     | 30 octobre 2022                        | Samoa                                  | 4-62                                   | Coupe du monde                         | Arrière                                | -                                      | -                                      | -                                      | -                                      |                                        |                                        |
| Matchs internationaux d'Arthur Mourgue sous l'équipe de France de neuf |                                        |                                        |                                        |                                        |                                        |                                        |                                        |                                        |                                        |                                        |                                        |
| 1.                                                                     | 18 octobre 2019                        | Liban                                  | 8-12                                   | Coupe du monde                         | Avant                                  | 0                                      | -                                      | -                                      | -                                      |                                        |                                        |

### Statistiques
| Saison | Saison           | Championnat  | Championnat               | Championnat | Championnat | Championnat | Championnat | Championnat | Coupe         | Coupe                     | Coupe | Coupe | Coupe | Coupe | Coupe | Sélection | Sélection | Sélection | Sélection | Sélection | Sélection | Sélection |
| Saison | Saison           | Comp.        | Class.                    | M           | Pts         | Ess.        | Buts        | Dp.         | Comp.         | Class.                    | M     | Pts   | Ess.  | Buts  | Dp.   | Comp.     | M         | Pts       | Ess.      | Buts      | Dp.       |           |
| ------ | ---------------- | ------------ | ------------------------- | ----------- | ----------- | ----------- | ----------- | ----------- | ------------- | ------------------------- | ----- | ----- | ----- | ----- | ----- | --------- | --------- | --------- | --------- | --------- | --------- | --------- |
| 2018   | Dragons Catalans | Super League | 7e                        | 1           | -           | -           | -           | -           |               |                           |       |       |       |       |       |           |           |           |           |           |           |           |
| 2019   | Dragons Catalans | Super League | 7e                        | 1           | 4           | 1           | -           | -           |               |                           |       |       |       |       |       |           |           |           |           |           |           |           |
| 2020   | Dragons Catalans | Super League | 1/2 finale                | 4           | 6           | 1           | 1           | -           | Challenge Cup | 1/4 finale                | 1     | -     | -     | -     | -     |           |           |           |           |           |           |           |
| 2021   | Dragons Catalans | Super League | Finaliste                 | 23          | 54          | 6           | 15          | -           | Challenge Cup | 1/4 finale                | 1     | -     | -     | -     | -     |           | 1         | -         | -         | -         | -         |           |
| 2022   | Dragons Catalans | Super League | 1er tour                  | 15          | 60          | 3           | 24          | -           | Challenge Cup | 1/4 finale                | 1     | 4     | -     | 2     | -     | CM        | 4         | 32        | 2         | 12        | -         |           |
| 2023   | Dragons Catalans | Super League | Finaliste                 | 24          | 104         | 6           | 40          | -           | Challenge Cup | 1/8 finale                | 1     | 2     | -     | 1     | -     |           | 1         | -         | -         | -         | -         |           |
| 2024   | Dragons Catalans | Super League | 7e                        | 25          | 161         | 6           | 68          | 1           | Challenge Cup | 1/4 finale                | 1     | 2     | -     | 1     | -     |           |           |           |           |           |           |           |
| 2025   | Dragons Catalans | Super League | Départ en cours de saison | 3           | 10          | 1           | 3           | -           | Challenge Cup | Départ en cours de saison | 1     | 6     | -     | 3     | -     |           |           |           |           |           |           |           |
| 2025   | Hull KR          | Super League |                           |             |             |             |             | -           | Challenge Cup |                           |       |       |       |       |       |           |           |           |           |           |           |           |